# Notophyllum foliosum
Notophyllum foliosum är en ringmaskart som först beskrevs av Sars 1835.  Notophyllum foliosum ingår i släktet Notophyllum och familjen Phyllodocidae. Arten är reproducerande i Sverige. Inga underarter finns listade i Catalogue of Life.